# Gerhard Herzberg
Gerhard Heinrich Friedrich Otto Julius Herzberg (25. prosince 1904 Hamburk – 3. března 1999 Ottawa) byl kanadský fyzik a fyzikální chemik německého původu, nositel Nobelovy ceny za chemii za rok 1971. Jeho hlavní přínos spočívá v chemické analýze astronomických objektů a v oblasti atomové a molekulární spektroskopie, díky které dokázal odhalit strukturu mnoha molekul.
V letech 1973 až 1980 byl kancléřem Carletonské univerzity v Ottavě.